# Bacia do rio Taquari-Antas

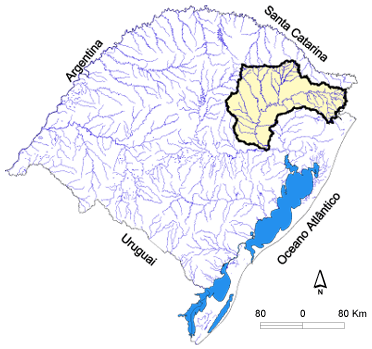
Localização da Bacia do rio Taquari-Antas no Rio Grande do Sul.

A Bacia do Taquari-Antas situa-se na Região Hidrográfica do Guaíba, na porção nordeste do Rio Grande do Sul. Abrange as províncias geomorfológicas do Planalto Meridional e Depressão Central.
Possui uma área de 26.491,82 km², correspondendo a 9% do território estadual, e 119 municípios, inseridos total ou parcialmente. Limita-se ao norte com a bacia do rio Apuaê-Inhandava, a oeste com as bacias do Alto Jacuí e Pardo; ao sul com as bacias Baixo Jacuí, Caí e Sinos. A leste estão situadas as escarpas da Serra Geral, onde nascem alguns rios da bacia do Araranguá em Santa Catarina e mais a sudeste limita‐se com a bacia do Mampituba. Trata-se do principal afluente do Rio Jacuí, maior formador do Guaíba.
Abrange municípios como Antônio Prado, Veranópolis, Bento Gonçalves, Cambará do Sul, Carlos Barbosa, Caxias do Sul, Estrela e Triunfo, com população estimada de 1.281.866 habitantes (IBGE, 2010). Os principais cursos de água são o Rio das Antas, Rio Tainhas, Rio Lageado Grande, Rio Humatã, Rio Carreiro, Rio Guaporé, Rio Forqueta, Rio Forquetinha e o Rio Taquari.
O rio Taquari-Antas tem suas nascentes em São José dos Ausentes e desemboca no Rio Jacuí. Tem uma extensão de 530 km desde as nascentes até a foz, sendo 390 km denominado rio das Antas e 140 km, rio Taquari. A captação de água na bacia destina-se a irrigação, o abastecimento público, a agroindústria e a dessedentação de animais.
A Bacia do Taquari-Antas abrange parte dos campos de cima da serra e região do Vale do Taquari, com predomínio de agropecuária, e a região colonial da Serra Gaúcha, caracterizada por intensa atividade industrial.
A topografia proporciona aos rios formadores da Bacia características diferenciadas em função da variação de altitude, que acompanha o Taquari-Antas e seus afluentes desde as cabeceiras, acima de 1000 m de altitude, até a foz, em uma altitude aproximada de 5 m.

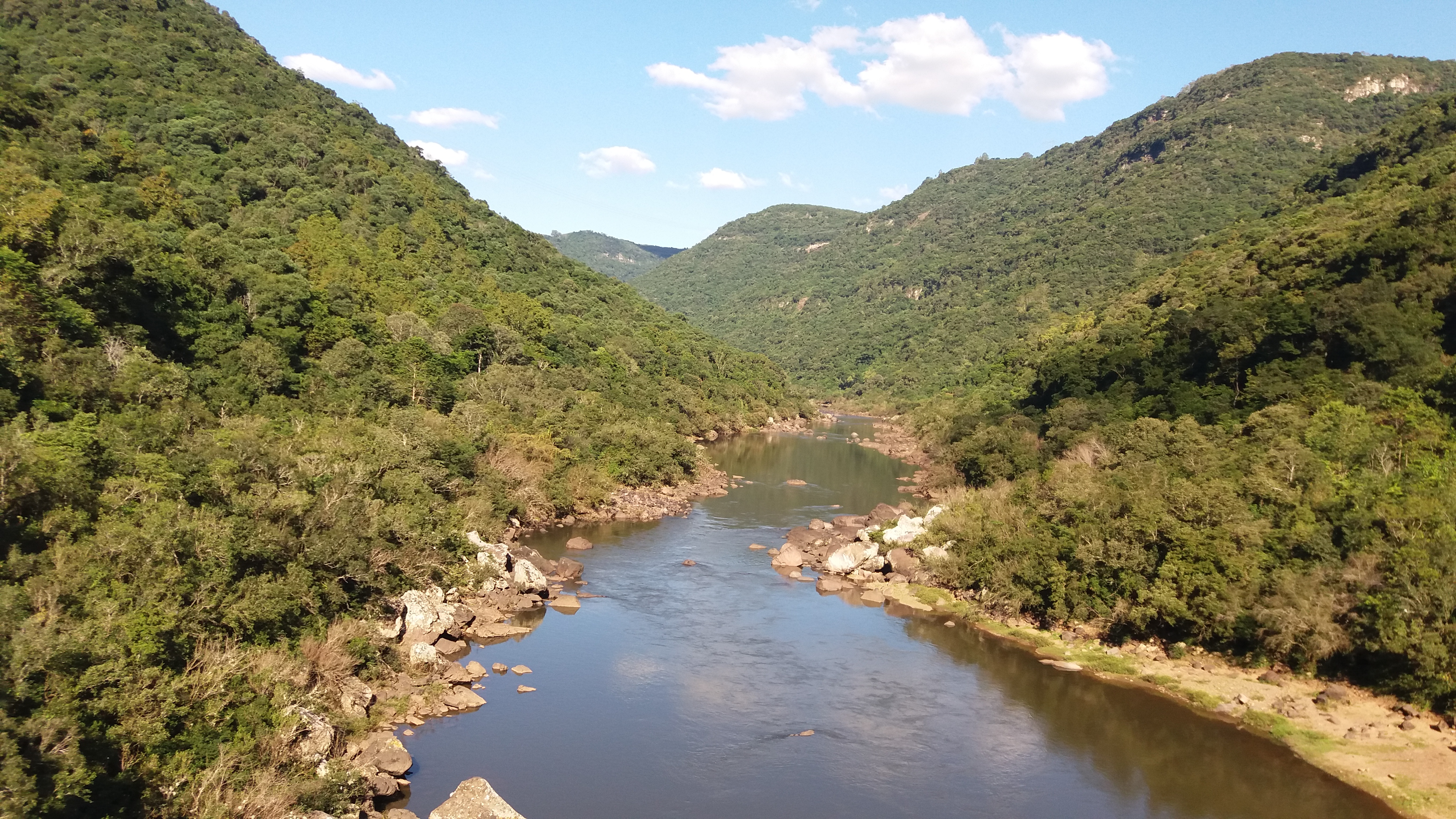
Rio das Antas em Farroupilha.

Altitude e localização de alguns dos corpos de água principais
| Principais corpos de água | Altitude/ nascente principal | Localização            |
| ------------------------- | ---------------------------- | ---------------------- |
| Rio das Antas             | 1260 m                       | São José dos Ausentes  |
| Rio Tainhas               | 940 m                        | São Francisco de Paula |
| Rio Carreiro              | 800 m                        | Ibiraiaras             |

A diferenciação topográfica confere à Bacia três áreas com padrões de paisagem distintos:
- Altitudes superiores a 700 m: planalto entre as nascentes e a foz do rio Tainhas, o rio Taquari-Antas caracteriza-se por possuir declividade acentuada (média de 4,8 m/km), com afluentes encaixados e muitas corredeiras.
- Altitudes entre 700 m e 200 m: encosta entre a foz do rio Tainhas e a foz do rio Guaporé, o rio apresenta uma declividade menos acentuada (média de 1,6 m/km), com vales encaixados e corredeiras.
- Altitudes inferiores a 200 m: baixada começa na foz do Guaporé e termina na confluência com o rio Jacuí, com pouca declividade (média de 0,2 m/km) e raras corredeiras.

## História
A bacia hidrográfica do sistema Taquari‐Antas é situada no nordeste do Rio Grande do Sul, abrangendo um território muito amplo, no qual estão inseridos total ou parcialmente 119 municípios, mas estas demarcações político‐administrativas sofreram modificações ao longo de séculos. Tem‐se também que a trajetória de ocupação territorial destas regiões é bastante diversa, e está ligada diretamente aos fluxos migratórios europeus para o Brasil desde o início de sua formação como Estado independente, instituído em 1822, com a criação do Estado Imperial Brasileiro.
Nesta bacia, conta‐se com a presença de grupos étnicos de origem alemã, italiana, polonesa, açoriana, africana e indígena, especialmente os da nação Kaingang, para mencionar algumas etnias.

### Imigração italiana
A imigração italiana ocorre no fortalecimento do fluxo migratório do RS, entre 1874 e 1889, e estes contingentes populacionais eram atraídos, basicamente, por uma política governamental que objetivava a formação de colônias que produzissem gêneros alimentícios necessários ao consumo interno. As áreas de ocupação italiana eram mais altas e mais acidentadas, em altitudes que variavam entre 600 e 900 metros.
Isto porque a colonização alemã seguira os vales dos rios de parte da Depressão Central, interrompendo‐se nas encostas inferiores da Serra Geral. A região da Encosta superior estava desocupada, e a colonização italiana começaria ali ‐ entre os vales dos rios Caí e das Antas, limitando‐se ao norte com os Campos de Cima da Serra, e ao sul com as colônias alemãs do vale dos rios das Antas e Caí.
As primeiras colônias foram de Conde D’Eu (atual Garibaldi) e de Dona Isabel (atual Bento Gonçalves), ambas ficavam às margens do rio Taquari‐Antas. A área dessas colônias encontrava‐se limitada pelo rio Caí, os campos de Vacaria e o município de Triunfo, sendo divididas entre si pelo caminho de tropeiros que seguia em direção ao rio das Antas. Em 1875 foi criada a colônia Caxias, no local chamado pelos tropeiros que subiam a Serra em direção a Bom Jesus de "Campo dos Bugres". Esta colônia limitava‐se com Nova Petrópolis, São Francisco de Paula, o rio das Antas e Conde D'Eu e Dona Isabel.
Essas três colônias oficiais foram o núcleo básico da colonização italiana. A partir delas, se daria a proliferação populacional para as regiões próximas, ocupadas por colônias particulares, que somente mais tarde atingiria o Planalto. Assim, a partir de 1884, os colonos começaram a atravessar o rio das Antas, criando localidades neste entorno. Cidades como Antônio Prado (1885), pertencente à bacia, são um prolongamento natural da colônia Caxias.
O Governo Provincial do Rio Grande do Sul solicitava mais terras devolutas do planalto, cobertas de mata virgem para continuar a obra de colonização. Essas terras situavam‐se na região da Encosta Superior e Inferior do Nordeste, localizada entre as bacias dos rios Caí, Antas e Taquari, com os limites geográficos em São João do Montenegro, São Sebastião do Caí, Taquara do Mundo Novo e São Francisco de Paula de Cima da Serra. O Governo Provincial tinha a pretensão de, além de implantar novas colônias agrícolas, abrir estradas que permitissem a ligação do planalto com a Depressão Central.

## Topônimo
O rio Taquari‐Antas nasce no extremo leste do Planalto dos Campos gerais, em São José dos Ausentes, sendo conhecido naquela região como “rio das Antas”, e segue sendo assim denominado até a confluência com as águas do rio Carreiro. Nas imediações do município de São Valentim do Sul, passa a ser chamado de “rio Taquari”, e assim segue até desembocar no rio Jacuí, na cidade de Triunfo.
O rio das Antas era conhecido pelos indígenas como “Mboapari” ou “Mborebi”, mas a versão nominal que perdura até hoje foi criada muito tempo depois. O rio só se tornou conhecido como rio das Antas por ocasião do modo como o denominou um dos primeiros moradores do território do atual município de Lagoa Vermelha, que, tendo em vista a grande ocorrência de manadas de antas naquela região, em especial nas várzeas do rio, tornou‐o conhecido por esta particularidade, sendo sua denominação uma referência a este fato. Na fase da colonização, as antas serviam de alimento, e seu couro, como instrumento para a fabricação de utensílios para montaria.
Já a denominação do rio Taquari, é de origem indígena, sendo referente ao modo como era conhecido entre os índios da região: “Tibiquari” ou “Tibiquary”. Existem diferentes versões para o significado desta palavra. Há alguns que consideram as traduções de “rio das traíras”, enquanto outros consideram “rio das Taquaras” ou ainda “rio do barranco fundo”.
O rio já estaria assinalado nas cartas geográficas mais antigas do período da colonização portuguesa deste território, e o nome do rio serviu de influência para muitos dos povoados que foram surgindo ao redor, e posteriormente se configuraram como municípios.
Vários municípios localizados às margens do rio Taquari‐Antas tiveram suas denominações oriundas ou ligadas ao rio ou a seus afluentes. A exemplo de General Câmara (Margem do Taquari), Taquari, Bom Retiro do Sul (Porto da Úrsula), Lajeado, Arroio do Meio, Roca Sales (Conventos Vermelhos), Encantado, Muçum, Dois Lajeados, Cotiporã.

## Unidades de gestão e sub-bacias
A Bacia foi dividida em 7 UGs: Alto Taquari-Antas, Médio Taquari-Antas, Prata, Carreiro, Guaporé, Forqueta e Baixo Taquari-Antas. Está subdividida em 32 sub-bacias:
- Alto Taquari-Antas: Alto Rio das Antas, Rio Camisas, Rio Tainhas, Arroio Pinheiro Alto, Arroio São Tomé/Bagual e Lajeado Grande.
- Médio Taquari-Antas: Arroio Marrecão, Rio Burati/Arroio Retiro, Arroio Biazus, Arroio Tega, Rio São Marcos, Arroio do Inferno, Rio Quebra dentes/Arroio Mulada.
- Prata: Alto Rio Turvo, Rio da Prata e Baixo Rio Turvo.
- Carreiro: Alto Rio Carreiro, Médio Rio Carreiro e Baixo Rio Carreiro.
- Guaporé: Alto Rio Guaporé, Médio Rio Guaporé e Baixo Rio Guaporé.
- Forqueta: Alto Rio Forqueta, Rio Fão e Rio Forqueta.
- Baixo Taquari-Antas: Arroio Jacaré/Augusta, Arroio Seca, Arroio Boa Vista, Arroio Sampaio/Estrela, Arroio Castelhano, Rio Taquari-Mirim e Baixo Taquari.

## Solo
Os solos da Bacia são de vários tipos. No trecho inferior, na várzea do rio Taquari, os solos são de alta fertilidade natural e boas características físicas, com relevo plano a suavemente ondulado. Na área do entorno deste trecho, os solos são podzólicos associados a rochas sedimentares, de baixa fertilidade natural. No vale do trecho médio e superior do rio Taquari-Antas, os solos são eutróficos, com relevo fortemente ondulado. Na área do entorno deste trecho, os solos apresentam textura argilosa associados à formação Serra Geral, com relevo ondulado a suavemente ondulado e afloramentos rochosos. No trecho superior dos afluentes, encontram-se os latossolos com relevo suavemente ondulado, muito utilizado para lavouras mecanizadas devido à topografia e características físicas adequadas.

## Clima
O tipo climático predominante é o subtropical úmido, com duas variedades principais, segundo o sistema geral de Koeppen: Cfa e Cfb. A primeira, abrangendo altitudes inferiores a 600 m, caracteriza-se por temperaturas médias compreendidas entre –3 °C e 18 °C para o mês mais frio e superiores a 22 °C para o mês mais quente, com precipitação bem distribuída durante o ano e total anual em torno de 1400 mm. A variedade Cfb diferencia-se basicamente pelas temperaturas médias do mês mais quente inferiores a 22 °C e precipitação total anual superior a 1600 mm, em conseqüência da altitude, já que predomina nas áreas com cotas superiores aos 600 m.

## Vegetação
A vegetação apresenta três regiões fitogeográficas associadas à Mata Atlântica: a Floresta ombrófila mista, a Floresta estacional decidual e as Savanas (Campos de altitude e Campos do Planalto Médio). Considerando critérios de altitude, que para a escala do trabalho mostrou-se adequado, a Floresta ombrófila mista estaria originalmente distribuída nas áreas acima de 500 m e a Floresta estacional decidual em altitudes inferiores a 500 m, embora na realidade não exista uma transição brusca entre as diferentes formações vegetais.
Existem locais onde a vegetação original encontra-se em bom estado de conservação, principalmente as encostas íngremes dos vales, de difícil acesso e impróprios para práticas agrícolas. As savanas, representadas pelos campos, ocupam áreas de altitudes superiores aos 700 m, com matas de galeria ao longo dos cursos d'água e remanescentes florestais em estágio de regeneração avançada.
Área ocupada
| Região fitogeográfica              | Região fitogeográfica                    | Área de ocorrência (ha) | Área protegida (ha) |
| ---------------------------------- | ---------------------------------------- | ----------------------- | ------------------- |
| Estepe                             | Estepe                                   | 31.781,27               | 23.811,85           |
| Estepe                             | Parque com floresta de galeria           | 138.776,42              | 23.811,85           |
| Estepe                             | Gramíneo-lenhosa com floresta de galeria | 754.759,52              | 23.811,85           |
| Floresta ombrófila mista           | Montana                                  | 907.467,69              | 5.953,60            |
| Floresta ombrófila mista           | Alto-montana                             | 27.222,17               | 5.953,60            |
| Floresta estacional decidual       | Aluvial                                  | 65.039,65               | 0,0                 |
| Floresta estacional decidual       | Montana                                  | 206.801,90              | 0,0                 |
| Floresta estacional decidual       | Sub-montana                              | 463.471,21              | 0,0                 |
| Contato Estepe/Floresta estacional | Contato Estepe/Floresta estacional       | 35.986,76               | 0,0                 |
| Total                              | Total                                    | 2.631.306,58            | 29.765,45           |

### Estepes ou Campos do Sul do Brasil
Denominam-se os Campos do Planalto ou Campos de Cima da Serra (estepes gramíneo-lenhosa com floresta de galeria) os existente no Bioma Mata Atlântica e os Campos Sulinos (estepe parque com floresta de galeria) os integrantes do Bioma Pampa. Entre os estados do Brasil, o Rio Grande do Sul, comparado com Paraná e Santa Catarina, ainda concentra a maior área preservada de campos, e assim mesmo este bioma já sofreu a supressão de 51% da vegetação campestre original.

### Campos do Bioma da Mata Atlântica
Na Bacia Taquari-Antas os Campos do Planalto ou Campos de Cima da Serra, campos originais associados ao bioma da Mata Atlântica, correspondiam a 97% e ao bioma Pampa apenas 3%. Esta formação encontra-se no nordeste do Estado, na região do planalto, estando entremeada pelas florestas com araucária e são descritas para os municípios: Bom Jesus, Cambará do Sul, Campestre da Serra, São Francisco de Paula, São José dos Ausentes, São Marcos e Vacaria. Na região dos Campos de Cima da Serra associados ao bioma da Mata Atlântica, originam-se as nascentes orientais do rio das Antas.
A diversidade florística encontrada nos campos de altitude é extremamente alta, apresentando uma vegetação típica de ambientes montano e alto-montano, com fisionomia herbáceo-arbustiva.
No meio destes campos são encontrados os capões e matas de galerias podendo ser bem observado nos faxinais (isto é: trechos alongados de campo que penetra uma floresta) que ocorrem nos domínios do rio Tainhas, mais especificamente numa subformação denominada Estepe gramíneo-lenhosa com floresta de galeria, com grande predomínio de mirtáceas no estrato superior, abaixo das araucárias. Nestas áreas, também podem ser encontradas, junto às rochas permanentemente úmidas, Gunera sp., planta que pode ter folhas com mais de 1m de diâmetro e bastante comuns nos “canyons” da borda leste do planalto.

### Campos do Bioma Pampa
Na Bacia Taquari-Antas a formação vegetal Campos do Bioma Pampa é encontrada em uma pequena parte de seu território, situada entre o Planalto Sul Brasileiro e o Planalto rebaixado e composto por vales dos rios nos municípios de Vale Verde, Taquari, General Câmara e Tabaí.
De acordo com o Anexo I da Instrução Normativa No 6, de 23 de setembro de 2008 que estabelece a Lista Oficial de Espécies da Flora Brasileira Ameaçadas de Extinção, 17 táxons deste bioma encontram-se ameaçadas de extinção.
Segundo a Lista das espécies da Flora ameaçadas de extinção no Rio Grande do Sul, 146 táxons dos campos deste bioma estão ameaçados pela substituição por lavouras de grãos ou para celulose, assim como por espécies introduzidas como o capim-annoni originária da África. No presente levantamento do uso e ocupação do solo, observa-se esta tipologia substituída pela atividade de silvicultura, área abrangida pelos municípios de Taquari, Tabaí, Fazenda Vilanova, Bom Retiro do Sul, General Câmara e Triunfo todos incluídos na UG Baixo Taquari-Antas.

### Floresta ombrófila mista
Esta formação vegetal ocorre preferencialmente nos estados sul brasileiro sendo também chamada de Mata de Araucária, por apresentar em seu extrato superior a dominância de Araucaria angustifolia (pinheiro brasileiro), dando a impressão de tratar-se de uma formação uni-estratificada. No entanto, sob a cobertura das copas das araucárias ocorrem associações diversificadas com outras espécies de árvores, arbustos, ervas, epífitos e lianas dependendo do local e do estágio de desenvolvimento.
A Floresta ombrófila mista, dependendo da localização e da altitude, apresenta quatro formações distintas: a aluvial, sub-montana, montana e alta-Montana que apresentam-se em diferentes altitudes. A Floresta ocorre intercalada com áreas savânicas e estepes (campos) organizando um sistema de mosaico característico.
A exploração intensiva de madeira reduziu drasticamente suas reservas naturais, principalmente as espécies de grande valor econômico como a Araucaria angustifolia (pinheiro brasileiro), a Ocotea porosa (imbuia), Luehea divaricata (açoita-cavalo) e Cedrela fissilis (cedro). No Brasil a área original de Floresta ombrófila mista que somava em torno de 200.000 km² reduziu para 0,7%.
Segundo a Lista Oficial da Flora Ameaçada de extinção do Estado ocorrem 16 espécies entre as categorias de vulneráveis e em perigo, dentre elas destacando-se a Araucaria angustifolia.

### Floresta estacional decidual
A Floresta estacional decidual, também chamada de Floresta estacional caducifólia, caracterizada por apresentar mais de 50% de indivíduos desprovidos de folhas durante o curto período de clima frio, e representa a formação vegetal predominante do bioma da Mata Atlântica.
No Estado do Rio Grande do Sul a Floresta decidual encontra-se em grandes altitudes e baixas temperaturas no noroeste e região central, na parte sul da Serra Geral e na Depressão Central estas florestas estão inseridas nas encostas da fralda da Serra Geral e nos terrenos baixos ao longo das margens dos rios. A devastação da cobertura original de vegetação primária desta formação, restando fragmentos bem preservados fora da área da Bacia do Taquari Antas, sendo estes no Parque Estadual do Turvo. Na Bacia Taquari-Antas esta tipologia pode ser observada de forma muito segmentada entre as UG Baixo Taquari-Antas e Médio Taquari-Antas, abrangendo áreas dos municípios Imigrante, Boa Vista do Sul e Coronel Pilar.

## Unidades de conservação
| Região fitogeográfica        | Unidade de conservação[A]                                                                                         | Área protegida (ha)[B]               |
| ---------------------------- | --- | ------------------------------------ |
| Savana                       | Parque Estadual do Tainhas APA da Rota do Sol Parque Nacional de Aparados da Serra Parque Nacional da Serra Geral | 4.924,00 18.887,85 1.960,00 2.042,00 |
| Floresta ombrófila mista     | Estação Ecológica de Aracuri-Esmeralda Estação Ecológica de Aratinga Floresta Nacional de Passo Fundo             | 272,60 351,00 1.328,00               |
| Floresta estacional decidual | | 0,0                                  |
| Vegetação de transição       | | 0,0                                  |

As unidades de conservação municipais totalizam 102,2 ha, estando a maioria delas localizadas em áreas urbanas. Devido a sua pouca representatividade na conservação da biodiversidade regional, não foram somadas na área total protegida da Bacia. Sua maior importância está relacionada à manutenção da qualidade ambiental das áreas urbanas.
| Unidade de conservação                           | Município       | Área (ha) |
| ------------------------------------------------ | --------------- | --------- |
| Reserva Biológica do Planalto                    | Bento Gonçalves | 2,6       |
| Reserva Ecológica Parque dos Pinheiros           | Farroupilha     | 10,4      |
| Floresta Municipal Nova Prata                    | Nova Prata      | 6,2       |
| Parque Municipal de Lajeado                      | Lajeado         | 25,0      |
| Parque Municipal Antônio Prado                   | Antônio Prado   | 20,0      |
| Parque da Rec. Santa Rita                        | Farroupilha     | 25,0      |
| Fundação Ecológica Cultural e Social Guabijuense | Guabiju         | 13,0      |
| Total                                            | Total           | 102,2     |

## Fauna
Os diversos habitats existentes na Bacia permitem inferir a importância desta região para a conservação da fauna, especialmente de mamíferos, aves e peixes. Dos poucos levantamentos já efetuados das espécies de mamíferos, tem-se o registro de várias espécies ameaçadas, como o puma (Puma concolor), o-gato-do-mato-pequeno (Leopardus tigrinus), o veado (Mazama) e a lontra (Lutra longicaudis).
Das aproximadamente 310 espécies de aves com ocorrência potencial na Bacia, dezesseis estão ameaçadas de extinção, em escala nacional ou mundial. Sete dessas espécies são típicas de florestas latifoliadas, quatro de florestas com araucária e outras quatro dos campos e banhados do topo do Planalto. Três dessas espécies ameaçadas já se encontram seguramente extintas na Bacia do Taquari-Antas.
A ictiofauna da Bacia é pouquíssimo conhecida. Um levantamento das informações disponíveis revelam a ocorrência de apenas 58 espécies autóctones e quatro exóticas. A maior parte dos locais amostrados concentram-se em ambientes de cabeceiras, assim considerado o trecho superior das sub-bacias e do rio das Antas. Diversos exemplos de endemismos foram documentados nesses ambientes de cabeceiras, incluindo os rios Tainhas, Santana, Camisas e Lajeado Grande, os quais foram considerados na identificação de impactos das hidrelétricas.

## Características antrópicas
Devido à sua magnitude, esta bacia possui características físicas e antrópicas diferenciadas: áreas de alto índice de industrialização, áreas com predomínio de produção primária, zonas intensamente urbanizadas e riscos de ocorrência de enchentes, entre outras. Uma das regiões mais desenvolvidas do estado, o Aglomerado Urbano do Nordeste, encontra-se nesta bacia hidrográfica.
Os municípios integrantes desta bacia concentram 20% do PIB estadual, caracterizando-se por possuírem a base econômica voltada para um setor industrial em crescimento. Por outro lado, o Índice de Desenvolvimento Social, que considera informações sobre saúde, educação e renda per capita da Bacia é um pouco inferior à média do Estado: 0,67 contra 0,74.
A região denominada de Aglomerado Urbano do Nordeste, uma das mais desenvolvidas no Estado, encontra-se nesta Bacia. O extremo nordeste do Taquari-Antas é ocupado pelos municípios de maior área e menor densidade populacional, onde predomina a criação extensiva de gado. No trecho médio, a paisagem rural começa a se transformar. Na altura de Antônio Prado, a região se caracteriza pela predominância de pequenas propriedades com uso intensivo, onde a densidade demográfica já é mais elevada.
O trecho mais significativo em termos de uso e ocupação do solo está compreendido entre os municípios de Antônio Prado e Veranópolis, concentrando 50% da população da bacia. Estes municípios também concentram 57% das indústrias da Bacia, destacando-se os ramos de vestuário e artefatos de tecido, metalúrgica, madeira, produtos alimentares, mobiliário, calçados e minerais não metálicos. Neste trecho, as encostas do vale, antes intensivamente ocupadas por práticas agrícolas, foram sendo abandonadas, propiciando o retorno da vegetação. Hoje, formam um mosaico em vários estágios de regeneração.
As principais áreas agrícolas localizam-se nas cabeceiras dos rios Guaporé e Carreiro e nas sub-bacias dos rios Turvo e Forqueta, predominando as culturas de milho e soja. Ao sul da Bacia, nas áreas mais planas da várzea do Taquari, o arroz é um cultivo importante.
Os impactos ambientais resultantes do uso e ocupação do solo podem ser exemplificados pela geração de resíduos perigosos (Classe I) pelas indústrias, representando 19% do total do Estado. Da mesma forma, o uso de agrotóxicos e adubos químicos nas lavouras, os processos erosivos resultantes de técnicas agrícolas e ocupação de áreas inadequadas, são alguns dos problemas ambientais mais identificados na Bacia.
Uso do solo
| Classe de uso               | Área (ha) | %    |
| --------------------------- | --------- | ---- |
| Área urbana                 | 18.700    | 0,7  |
| Área agrícola               | 386.400   | 14,7 |
| Pastagens e campos naturais | 826.700   | 31,5 |
| Vegetação florestal         | 1.389.400 | 52,9 |
| Corpos de água              | 5.000     | 0,2  |
| Área alagada                | 600       | 0,0  |
| Total                       | 2.626.800 | 100  |

## Geração de energia
A atividade de geração de hidroeletricidade na Bacia é um uso não consuntivo de água, ou seja, no processo de geração de energia na bacia a água não é consumida nem transformada, somente passa pela máquina primária e é devolvida a outro ponto do curso d’água, quando derivação, caso contrário é devolvida no mesmo ponto.
UHE's em operação
| Usina hidrelétrica | Empreendedor                       | Potência (MW) | Queda (m) |
| ------------------ | ---------------------------------- | ------------- | --------- |
| 14 de Julho        | Companhia Energética Rio das Antas | 100,0         | 33,5      |
| Castro Alves       | Companhia Energética Rio das Antas | 130,0         | 92,0      |
| Monte Claro        | Companhia Energética Rio das Antas | 130,0         | 38,47     |